# Labrocerus gravidus
Labrocerus gravidus är en skalbaggsart som beskrevs av Sharp 1908. Labrocerus gravidus ingår i släktet Labrocerus och familjen ängrar. Inga underarter finns listade i Catalogue of Life.